# Učami
L'Učami (anche traslitterato come Uchami; in russo Учами?) è un fiume della Russia siberiana centrale (Kraj di Krasnojarsk), affluente di sinistra della Tunguska Inferiore.
Nasce e scorre in una valle piuttosto profonda nella parte meridionale dell'altopiano della Siberia centrale; fluisce per gran parte del corso con direzione mediamente est-nordest, piegando decisamente alcune decine di chilometri prima della foce prendendo direzione nordoccidentale. Confluisce nel basso corso della Tunguska Inferiore nei pressi dell'insediamento di Učami al quale ha dato il nome. I principali affluenti sono Biramba e Vėtėtė dalla destra idrografica, Tere dalla sinistra.
Non incontra centri urbani rilevanti in tutto il suo corso; è gelato, mediamente, da ottobre a maggio, come tutti i fiumi del bacino di cui fa parte.